# Lissochlora diarita
Lissochlora diarita är en fjärilsart som beskrevs av Paul Dognin 1898. Lissochlora diarita ingår i släktet Lissochlora och familjen mätare. Inga underarter finns listade i Catalogue of Life.